# Phillips River
Phillips River är ett vattendrag i Australien. Det ligger i delstaten Western Australia, omkring 450 kilometer sydost om delstatshuvudstaden Perth.
Omgivningarna runt Phillips River är i huvudsak ett öppet busklandskap. Genomsnittlig årsnederbörd är 518 millimeter. Den regnigaste månaden är juli, med i genomsnitt 82 mm nederbörd, och den torraste är februari, med 15 mm nederbörd.